# Concertos pour piano de Mozart

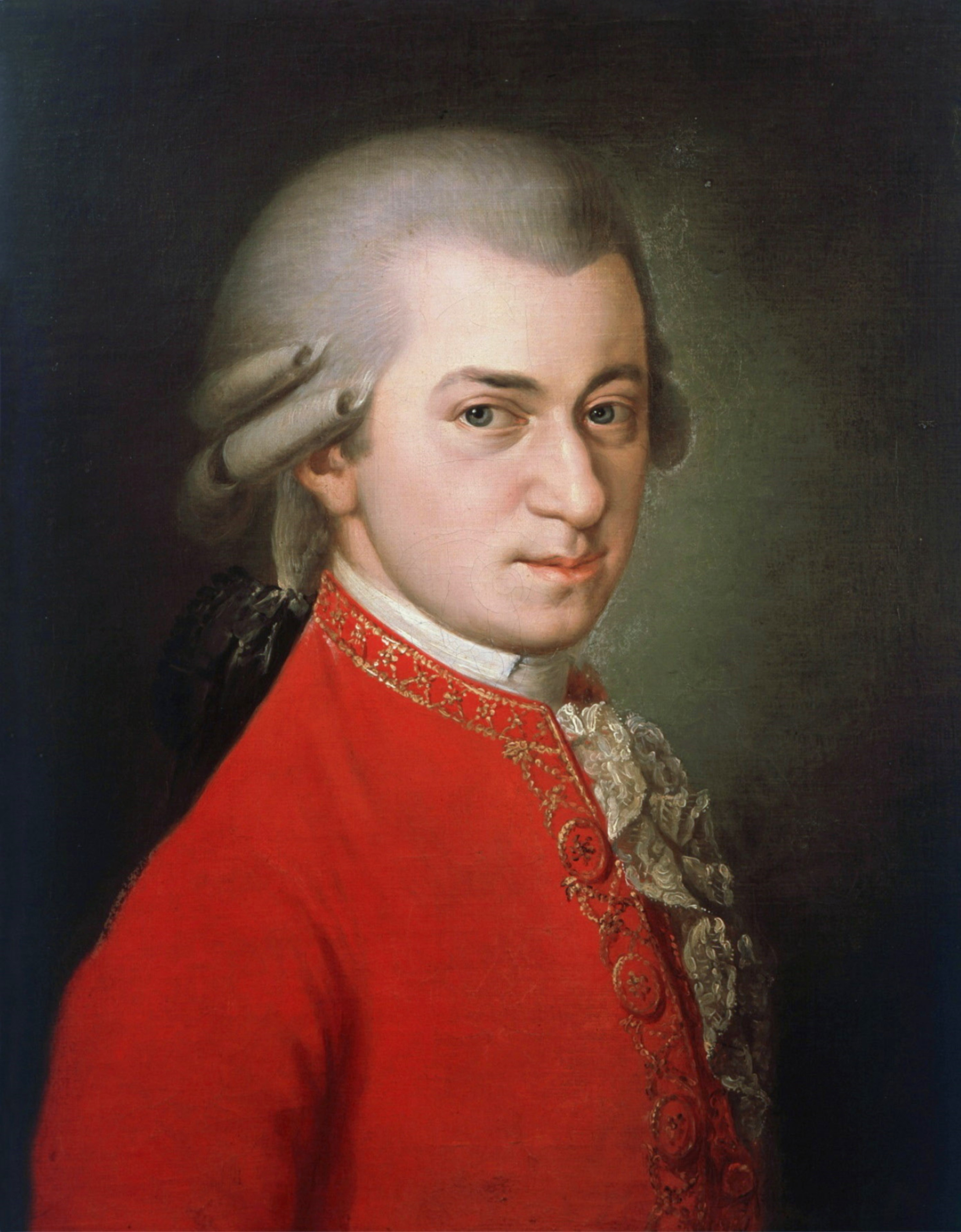
Portrait posthume de Wolfgang Amadeus Mozart, peint en 1819 par Barbara Kraft à la demande de Joseph Sonnleithner

Les concertos pour piano et orchestre de Wolfgang Amadeus Mozart forment un ensemble de vingt-trois œuvres (numérotées du 5 au 27) composées par le compositeur autrichien entre 1773 et 1791.
La structure de ces concertos est constituée de trois mouvements suivant le schéma classique : un premier mouvement rapide (généralement un Allegro), un second mouvement lent (généralement un Adagio ou un Andante) et un troisième mouvement rapide (normalement Allegro, bien que l'on puisse trouver aussi les indications d'Allegretto ou de Presto). Quant à la forme, les premiers mouvements sont toujours composés sous une forme bithématique tripartite ou forme sonate, le second mouvement a une forme sonate abrégée, alors que le troisième est habituellement un rondo. Tous les concertos sont écrits dans des tonalités majeures, sauf deux : le no 20 en ré mineur, et le no 24 en do mineur. Les concertos ont leurs seconds mouvements écrits dans la tonalité de la dominante ou de la sous-dominante, à l'exception de sept : deux écrits en mode mineur (no 20 et no 24), pour lesquels le second mouvement est dans la tonalité à la sixte, et cinq autres concertos, dont les seconds mouvements sont écrits dans le relatif mineur de la tonalité principale : le no 4, KV. 41, le no 9, KV. 271, le no 10, KV. 456, le no 22, KV. 482 et le no 23, KV. 488.
Dans ses concertos pour piano, Mozart montre une très grande habileté technique et une maîtrise complète des moyens qu'offre l'orchestre, offrant un large éventail de sentiments et d'émotions,. Ses concertos présentent, de manière générale, un caractère d'improvisation et de virtuosité, surtout dans les premiers mouvements, qui exploitent toutes les possibilités techniques du piano de l'époque,. Aujourd'hui, on considère que les concertos pour piano de Mozart constituent un sommet pour le concerto classique et ont été ceux qui ont le plus influencé la postérité. Trois de ses concertos pour piano (no 20, no 21 et no 23) font partie des œuvres les plus enregistrées et connues du répertoire classique.
La première édition complète des concertos a été celle de Richault vers 1850. Depuis les partitions et les autographes sont devenus accessibles grâce aux publications, entre autres, de W. W. Norton, Ernst Eulenburg et Dover Publications.

## Concertos pour piano

### Liste de concertos
Le concerto no 7 est pour trois (ou deux pianos) et orchestre, et no 10 est pour deux pianos et orchestre, les 21 autres concertos originaux sont pour un piano et orchestre.
- no 5 en ré majeur, KV. 175 (décembre 1773)[4]
- no 6 en si bémol majeur, KV. 238 (janvier 1776)[5]
- no 7 en fa majeur, KV. 242 pour trois pianos (février 1776)[6]
- no 8 en do majeur, KV. 246 (avril 1776)[7]
- no 9 en mi bémol majeur, KV. 271 (janvier 1777)[8]
- no 10 en mi bémol majeur, KV. 365/316a pour deux pianos (1779)[9]
- no 11 en fa majeur, KV. 413/387a (1782-1783)[10]
- no 12 en la majeur, KV. 414/385p (1782)[11]
- no 13 en do majeur, KV. 415/387b (1782-1782)[12]
- no 14 en mi bémol majeur, KV. 449 (9 février 1784)[13]
- no 15 en si bémol majeur, KV. 450 (15 mars 1784)[14]
- no 16 en ré majeur, KV. 451 (22 mars 1784)[15]
- no 17 en sol majeur, KV. 453 (12 avril 1784)[16]
- no 18 en si bémol majeur, KV. 456 (30 septembre 1784)[17]
- no 19 en fa majeur, KV. 459 (11 décembre 1784)[18]
- no 20 en ré mineur, KV. 466 (10 février 1785)[19]
- no 21 en do majeur, KV. 467 (9 mars 1785)[20]
- no 22 en mi bémol majeur, KV. 482 (16 décembre 1785)[21]
- no 23 en la majeur, KV. 488 (2 mars 1786)[22]
- no 24 en do mineur, KV. 491 (24 mars 1786)[23]
- no 25 en do majeur, KV. 503 (4 décembre 1786)[24]
- no 26 en ré majeur, KV. 537 (24 février 1788)[25]
- no 27 en si bémol majeur, KV. 595 (5 janvier 1791)[26]

### Origines
Historiquement les premiers concertos pour piano ont été écrits, entre autres, par Carl Philipp Emanuel Bach, Johann Christian Bach, Antonio Soler, Georg Christoph Wagenseil, Johann Schobert, Johann Baptist Vanhal et Joseph Haydn. Avant également, dans le Concerto brandebourgeois no 5 de Jean-Sébastien Bach, la partie pour le clavier est la plus mise en avant par rapport aux autres instruments. Ces œuvres, avec leur alternance de tutti orchestraux et de passages solistes virtuoses, doivent leur structure à la tradition des arias baroques, dont les premiers mouvements des concertos pour piano de Mozart ont hérité la forme ritournelle. Une structure similaire peut être observée dans les concertos pour violon d'Antonio Vivaldi, qui en a établi la forme, ainsi que la structure en trois mouvements du concerto; ou dans Giovanni Battista Viotti, qui divisait le concerto en six sections,.
Mozart a donné ses lettres de noblesse au genre concerto pour piano. Certains d'entre eux ont été conçus entre 1784 et 1786 pour être interprétés par lui-même à Vienne,,. Il faut rappeler que le père du compositeur lui a fait écrire un « concerto pour clavecin » à l'âge de quatre ans, quelques mois après avoir commencé ses études de composition. Selon Philip Radcliffe, le concerto classique est peut-être le genre le plus proche de l'opéra. Par conséquent, il ne faut pas s'étonner que Mozart, un des rares compositeurs qui a écrit autant pour l'opéra que pour la musique instrumentale, ait eu le désir de s'exprimer dans la forme concerto.
Les concertos pour piano et orchestre de Mozart ont été étudiés par Donald Francis Tovey dans ses Essays in musical analysis (1903), et plus tard, constituent le thème principal des livres de Cuthbert Girdlestone et Arthur Hutchings de 1940 et 1948 respectivement. Hans Tischler a publié une analyse de la structure et des thèmes des concertos en 1966, ainsi que Charles Rosen, et Leeson et Robert Levin,. Dans les dernières années, deux des concertos (concrètement les numéros 20 et 21) ont été pour la première fois analysés en profondeur dans une publication élaborée par David Alan Grayson et qui fait partie des collections du Cambridge Music Handbook.

### Premiers concertos (1767-1779)

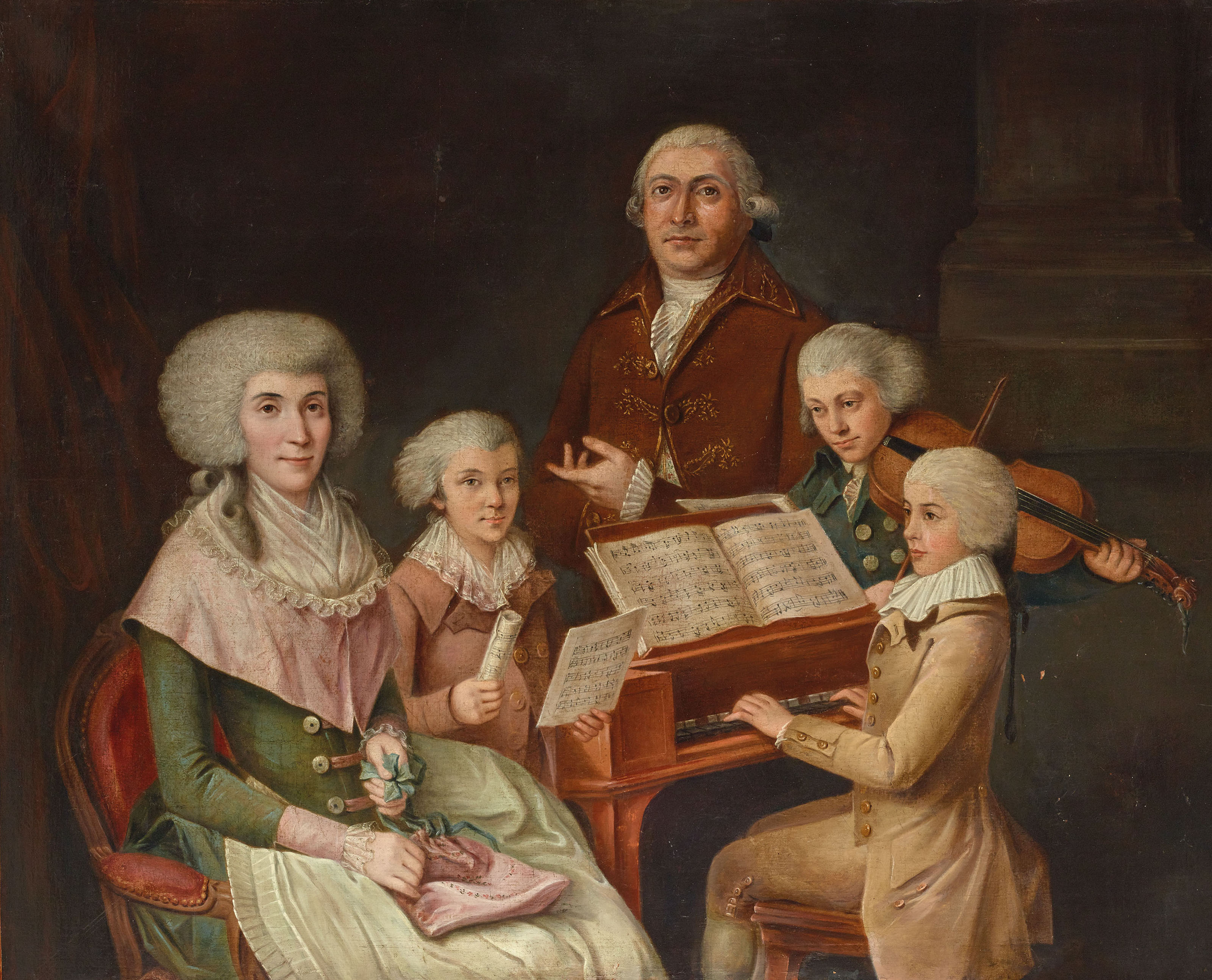
Wolfgang jouant du clavicorde et Thomas Linley (du même âge) le violon, durant leur séjour à Florence en 1770; un an après, le petit Mozart écrivait ses quatre premiers concertos pour piano. Le tableau traduit l'importance qu'a eue la musique de chambre dans la formation musicale du jeune Mozart,.

Les premiers concertos pour piano de Mozart, numéros 1–4 (KV. 37, KV. 39, KV. 40 et KV. 41) sont des arrangements pour orchestre et clavier de mouvements de sonates d'autres compositeurs et non des œuvres originales. Ce fait a conduit à considérer la numérotation des concertos comme incorrecte. c'est pour cela que dans certains livres récents (par exemple, dans ceux de Girdlestone) les concertos portent des numéros inférieurs de quatre unités par rapport aux numéros connus et généralement utilisés.
Mozart a également écrit trois arrangements de sonates pour piano de Johann Christian Bach (op 5. no 2, en ré majeur ; op. 5. no 3, en sol majeur et op. 5. no 4, en mi bémol majeur, tous composés en 1766), catalogués KV. 107/1, KV. 107/2 et KV. 107/3 respectivement. Ces œuvres ont été écrites entre 1771 et 1772, dates qui ont été obtenues en se basant sur l'analyse de la calligraphie des autographes,.
Le premier concerto original de Mozart, dans lequel il introduit un nouveau matériau thématique dans la première section du piano soliste, est le concerto no 6 en si bémol majeur, KV. 238, qui date de 1776. Ce fut son premier essai réel dans le genre, concerto qui a joui d'une grande popularité durant longtemps,.

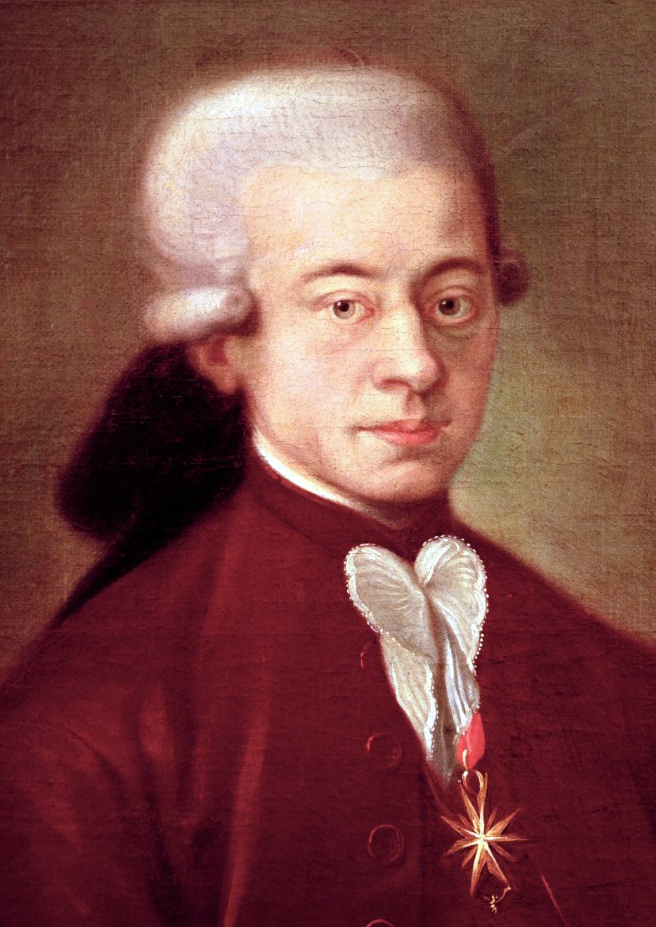
Mozart en 1777, année où il a composé son Concerto pour piano. Ce portrait a été peint à Bologne par un artiste inconnu.

Les deux suivants, (concerto pour trois pianos en fa majeur no 7, KV. 242 et en do majeur no 8, KV. 246) ne sont généralement pas considérés comme des œuvres qui contiennent de grandes innovations, bien que le no 7, le concerto pour trois pianos, soit très connu de nos jours. Cependant, neuf mois après avoir écrit le no 8, Mozart a produit un de ses premiers chefs-d'œuvre, le Concerto en mi bémol majeur no 9 « Jeunehomme », KV. 271. Cette œuvre offre une avancée décisive dans l'organisation du premier mouvement; cependant, elle présente certains traits atypiques, comme l'interruption dramatique du début orchestral par l'entrée du piano soliste après seulement une mesures et demi,. Le dernier concerto qu'a écrit Mozart à Salzbourg est le célèbre Concerto pour deux pianos no 10, KV. 365 : la présence du second piano altère la structure « normale » du dialogue piano-orchestre,.
Finalement appartient à cette première étape un fragment d'un concerto pour piano et violon,  KV. Anh. 56/315f, commencé par Mozart à Mannheim en  novembre 1778 pour être interprété par lui-même (piano) et par le violoniste Ignaz Fränzl.  Le projet a été abandonné quand le prince électeur Charles Théodore de Bavière a transféré la cour et l'orchestre (auquel appartenait Fränzl) à Munich,.

### Les trois premiers concertos viennois (1782-1783)
Après sa rupture définitive en 1781 avec le Prince-archevêque de Salzbourg, Hieronymus von Colloredo, Mozart s'est établi à Vienne comme musicien à son compte propre. Les dix-sept concertos écrits durant son séjour à Vienne occupent une place centrale dans la production mozartienne. Il les a composés pour constituer un répertoire pour ses propres concerts publics et les a conçus pour qu'ils plaisent à un grand nombre d'auditeurs. Chacun des concertos de Vienne constitue un chef-d'œuvre particulier. L'ensemble révèle le meilleur de Mozart.
Approximativement dix-huit mois après son arrivée à Vienne, à l'automne 1782, Mozart a écrit une série de trois concertos destinés à être interprétés par lui-même lors de ses concerts par souscription. Il a écrit, cependant, au printemps de cette année, un rondo final de remplacement, KV. 382, pour le Concerto pour piano  no 5, une œuvre qui est devenue très populaire (en octobre 1782, il a écrit un autre rondo, en la majeur, KV. 386, peut-être destiné à être un final alternatif pour le Concerto pour piano no 12, KV. 414). Ce groupe de trois concertos (numéros no 11, no 12 et no 13) a été décrit par Mozart à son père dans une fameuse lettre,,

« « Mon très cher père »
Ces concertos constituent un compromis heureux entre ce qui est trop facile et ce qui est trop difficile ; ils sont très « Brillant » [sic], agréables à l'oreille, naturels, sans être insipides. Il y a des passages ici et là où seuls les initiés peuvent y trouver « satisfaction » ; mais ces passages sont écrits de manière que les non-connaisseurs en puissent être contents, mais sans savoir pourquoi. […] La mesure, le vrai en toutes choses, on ne les connaît plus ni on ne les apprécie plus. Quand on a uniquement l'intention de gagner des applaudissements, on doit écrire des choses qui soient si faciles que même un cocher puisse les fredonner, ou si inintelligibles qu'elles deviennent agréables précisément parce qu'aucun homme raisonnable ne peut les comprendre. »

— Lettre de Mozart à son père envoyée de Vienne et datée du 28 décembre 1782
Cette citation met en valeur un principe important auquel obéissent les concertos de Mozart : ils ont été conçus pour distraire le public et pas seulement pour satisfaire un besoin artistique,.
Ces trois concertos sont assez différents de tout autre concerto mozartien : ce sont des œuvres relativement intimes, en dépit de la grandiloquence burlesque du dernier. Le no 12 en la majeur, KV. 414, le second de la série, est particulièrement subtil : il est souvent décrit comme «tyrolien», et garde un air de ressemblance avec le concerto en la majeur no 23, KV. 488. Le dernier des trois, le no 13, KV. 415, est peut-être l'œuvre la plus ambitieuse de la série, car il introduit le premier thème, de caractère militaire, dans un canon avec un impressionnant début orchestral; le dernier mouvement est considéré comme le meilleur. Comme le no 12, KV. 414, il est comparé avec un concerto postérieur ayant la même tonalité, le no 21, KV. 467.

### Les chefs-d'œuvre de la maturité (1784-1786)
Le concerto suivant, le concerto no 14 en mi bémol majeur KV. 449, constitue le trait d'union avec une période de grande créativité qui n'a jamais été surpassée dans la production de concertos pour piano. De février 1784 jusqu'en mars 1786, Mozart a composé pas moins de onze chefs-d'œuvre, et en décembre 1786, il a continué avec le concerto no 25 , KV. 503. Les progrès dans la technique et la construction depuis les premiers exemples de Vienne se remarquent dès le premier des concertos de sa série la plus accomplie. Écrit pour être interprété par son élève Barbara Ployer, le concerto KV. 449 est la première œuvre instrumentale de Mozart qui montre la profonde influence de son écriture dans le domaine de l'opéra. Le concerto no 15, KV. 450, le suivant, montre un retour au style galant. De son côté, le concerto no 16, KV. 451 est une œuvre pas très connue. Ce concerto a donné lieu à une diversité d'opinions parmi les musicologues actuels : par exemple, Arthur Hutchings ne semble pas l'apprécier particulièrement, alors que Girdlestone le juge très positivement. Le premier mouvement a une structure largement « symphonique » et constitue un pas en avant dans les échanges entre le piano et l'orchestre. De manière surprenante, Mozart a noté qu'il l'a terminé seulement une semaine après le précédent, KV. 450.
Les trois concertos suivants, le concerto no 17, KV. 453, le concerto no 18, KV. 456 et le concerto no 19, KV. 459, peuvent être considérés comme faisant partie d'un même groupe, car ils partagent tous trois certains traits communs, tels que le même rythme dans l'introduction (que l'on retrouve également dans le KV. 415 et le KV. 451). Le KV. 453 a été écrit pour Barbara Ployer, et est célèbre en particulier pour son dernier mouvement. Pour le concerto suivant, en si bémol majeur, KV. 456, on a longtemps pensé qu'il avait été écrit pour être interprété à Paris par la pianiste aveugle Maria Theresia von Paradis,,. Il s'agit d'une œuvre brève, avec un mouvement lent délicat. Finalement, le KV. 459, no 19, est une composition de caractère gai, avec un final excitant,.

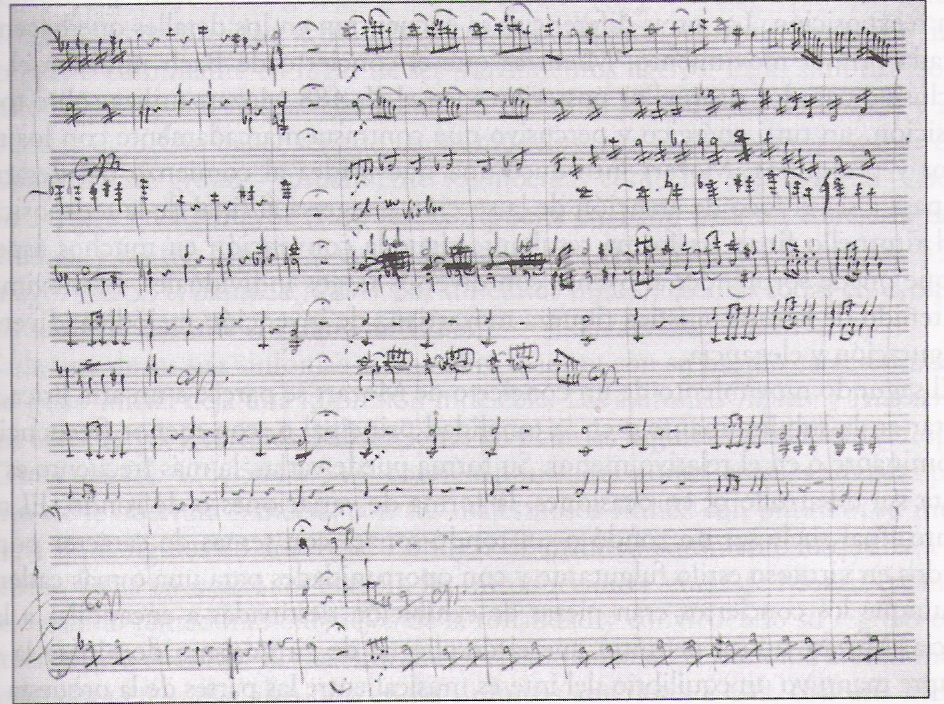
Une page du Concerto pour piano, KV. 467, daté de février 1785. Est largement connue la rapidité avec laquelle il a été composé par Mozart : on croit qu'il a mis pour terminer ce concerto un mois -beaucoup de compositeurs auraient mis un mois pour uniquement copier un concerto de cette dimension (83 pages). Le KV 467 contient de manière surprenante peu de corrections et révisions, mais vers le milieu de la page, nous pouvons voir où Mozart a décidé de réviser un certain déséquilibre.

Les concertos de l'année 1785 se caractérisent par le contraste entre le no 20 en ré mineur, KV. 466 et le no 21 en do majeur, KV. 467, à nouveau et de manière surprenante, écrits durant le même mois (voir l'image d'une page manuscrite de ce dernier à gauche). Le premier, écrit entièrement en mode mineur est une composition sombre et tempétueuse. L'autre est de caractère optimiste, et les deux appartiennent aux œuvres les plus populaires que Mozart ait produites,. Le dernier concerto de l'année, le no 22 en mi bémol majeur, KV. 482, est un peu moins populaire, probablement parce qu'il manque de thèmes caractéristiques comme dans les deux premiers. Mozart n'a pas écrit les cadences pour ces concertos.
Mozart a réussi à écrire deux compositions supplémentaires au mois de mars 1786. En premier lieu, le concerto no 23 en la majeur, KV. 488, un des plus populaires de ses concertos, qui se caractérise par son mouvement lent en fa dièse mineur émouvant, la seule pièce qu'il a écrite dans cette tonalité. Il a été suivi par le concerto no 24, KV. 491, que Hutchings considère comme plus subtil : il s'agit d'une œuvre sombre et passionnée, fait très surprenant étant donné sa conception très classique, et le mouvement final, un ensemble de variations, est communément considéré comme « sublime »,. La dernière œuvre de l'année, le concerto no 25 en do majeur, KV. 503, est un des concertos classiques les plus développés, rivalisant avec le Concerto pour piano no 5 « L'empereur » de Ludwig van Beethoven,. Le Concerto pour piano no 25, KV. 503 est le dernier de la série des concertos que Mozart a écrits pour ses concerts par souscription,.

### Derniers concertos (1788-1791)

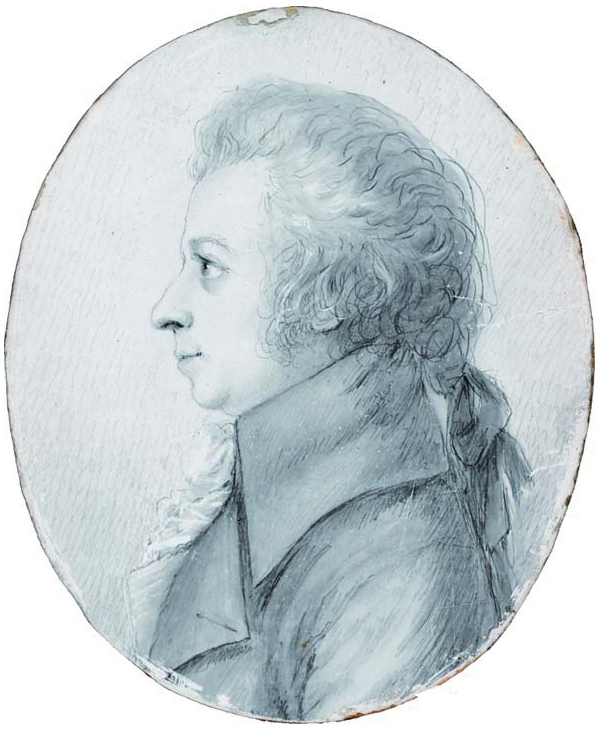
Mozart en 1789, par Doris Stock. Un an avant, il avait terminé le Concerto pour piano, connu comme « du Couronnement » car il a été interprété à l'occasion du couronnement de Léopold II comme Empereur du Saint Empire Romain Germanique en octobre 1790 à Francfort-sur-le-Main,.

L'œuvre suivante, le no 26, KV. 537, le « Concerto du Couronnement », terminé en février 1788, résulte peut-être de la révision d'un concerto plus petit pour orchestre de chambre. Cette composition a été l'objet de critiques favorables et défavorables et, en dépit de ses problèmes structuraux, il s'agit d'une œuvre populaire,. Deux fragments de concertos pour piano, le KV. 537a et le KV. 537b, en ré majeur et ré mineur respectivement, ont aussi probablement été commencés ce mois-ci, mais peut-être avant. Finalement, le dernier concerto, le no 27, KV. 595 a été la première œuvre qu'a écrite Mozart dans sa dernière année de vie : il représente un retour de Mozart à ce genre. Sa texture est légère, intime et même élégiaque,.

## La conception mozartienne du concerto pour piano
Dans les œuvres de sa période de maturité, Mozart a créé une conception unique du concerto pour piano, qui essayait de résoudre le problème difficile de savoir comment doit être traité le matériel thématique par l'orchestre et par le piano. À l'exception des subtils concertos no 9 « Concerto Jeunehomme », KV. 271 et no 12, KV. 414 (le « petit la majeur »), tous ses meilleurs exemples sont ses concertos de maturité.

### Structure du premier mouvement
La forme des premiers mouvements des concertos pour piano de Mozart a suscité de nombreuses discussions. L'analyse des concertos pour piano de Mozart faite par Tovey dans ses Essays in musical analysis a été la source d'inspiration des nombreuses études postérieures. Si on utilise la terminologie d'Arthur Hutchings, les premiers mouvements comportent de manière générale les sections suivantes,,:
- Prélude (joué par l'orchestre)[g].
- Exposition (piano et orchestre), qui se termine avec un trille, à la dominante (pour les concertos écrits en tonalité majeure)[h] ou à la relative majeure (pour les concertos écrits dans une tonalité mineure)[i].
- Première ritournelle (orchestre).
- Section centrale (piano et orchestre).
- Réexposition (piano et orchestre).
- Ritournelle finale (orchestre, mais incluant toujours une cadence pour le piano).

Cette structure est facile à identifier en écoutant un concerto, particulièrement parce que les fins de l'exposition et la réexposition sont généralement marquées par la présence de trilles.
On a essayé de comparer cette structure avec celle de la forme sonate, mais avec une double exposition, ce qui entraîne que , :
- Le prélude équivaudrait à l'introduction.
- L'exposition équivaudrait à la seconde exposition.
- La section centrale équivaudrait au développement.
- La réexposition plus la ritournelle finale équivaudraient à la réexposition plus la coda.

Cependant, bien qu'existent de grandes correspondances, cette simple comparaison ne rend pas justice au schéma mozartien. Par exemple, le concerto pour piano peut parfaitement ne pas inclure un second groupe bien défini de sujets dans le prélude ; et en particulier, ne pas contenir une modulation conduisant à la dominante dans cette section, comme on devrait l'attendre dans une forme sonate, d'autant que Mozart se sentait libre de changer le sens de la tonalité dans cette section ou dans d'autres. La raison de cela, comme le signale Tovey, est que le propos du prélude est d'engendrer un sentiment d'attente qui conduise jusqu'à l'entrée du piano. Et cette entrée doit surgir de la musique elle-même, et pas seulement du titre que porte la page. Si on imposait une forme sonate complète dans le prélude, celui-ci pourrait arriver à avoir une certaine autonomie, de sorte que l'entrée du piano ne serait plus qu'un fait accidentel dans tout l'ensemble de la structure. Dit d'une autre manière, dans la forme sonate, le premier groupe de sujets engendre une attente pour le second groupe, avec lequel il est relié. Cela tend à attirer l'attention et à donner de l'importance à l'entrée du piano — un effet qui, comme l'observe Tovey, a seulement été exploité par Beethoven. Au contraire, dans le concept mozartien, l'entrée du piano est toujours un moment de grande importance et varie considérablement d'un concerto à l'autre. L'unique exception à cette règle est la dramatique intervention du piano dans la seconde mesure du Concerto « Jeunehomme », qui reste, cependant, suffisamment secondaire pour ne pas perturber la structure générale. Le prélude, plus que d'être un « simple galop préliminaire » pour les thèmes du concerto, a pour rôle de familiariser le spectateur au matériel qui va être utilisé dans les sections de la ritournelle, de telle sorte que le spectateur éprouve une impression de retour à chacune d'elles. Techniquement, cependant, les sections de la ritournelle doivent contenir des thèmes présentés au préalable dans le prélude. En pratique, cependant, Mozart se permet pour lui-même de contourner occasionnellement cette norme. Par exemple, dans le concerto pour piano no 19, la première ritournelle introduit un nouveau thème, qui, malgré tout, ne joue qu'un rôle secondaire, en reprenant les réaffirmations du premier thème.
Le prélude est invariablement riche en matériel thématique, et arrive à introduire jusqu'à six thèmes bien définis ou plus. Cependant, nous pouvons classer les concertos en deux grands groupes, selon le type de thèmes qu'ils possèdent :
- Le premier groupe comprend les concertos les plus populaires, comme les concertos no 19, no 20, no 21 et no 23, qui présentent des thèmes bien marqués.
- Dans l'autre groupe, formé par les concertos no 11, no 16, no 22 et no 27, les thèmes sont moins marqués, et l'effet général est celui d'une homogénéité. Suivant les progrès dans la technique de composition de Mozart, ces thèmes deviennent parfois moins strophiques par nature, c'est-à-dire que Mozart les englobe dans un tout plus unifié.

En plus du matériel thématique de la ritournelle, presque tous les concertos de la maturité de Mozart introduisent un nouveau matériel thématique dans l'exposition du piano, à l'exception du concerto en la majeur, KV. 488 et du concerto en ré majeur, KV. 537. Hutchings met en évidence la distinction en étiquetant les thèmes de la ritournelle avec les lettres majuscules dans l'ordre alphabétique (A, B, C...) et les thèmes de l'exposition avec des caractères en minuscule (x, y...). La majorité d'entre eux sont introduits d'abord par le piano; mais parfois (par exemple, le thème 'y' du concerto pour piano no 19) l'orchestre joue ce rôle. Certaines fois, l'exposition commence avec un de ces nouveaux thèmes (dans les concertos pour piano numéros 9, 20, 22, 24 et 25), mais l'exposition peut aussi commencer en rétablissant un des thèmes du prélude.
À part les thèmes du prélude et de l'exposition, l'exposition contient habituellement diverses sections libres où brille le piano. Mais, contrairement à la conception populaire du concerto pour piano, et de son développement durant le XIXe siècle, ces sections ne sont pas de simples exhibitions isolées, mais de brefs passages qui s'intègrent dans le schéma général,.
Les sections centrales, comme cela se produit dans de nombreuses productions symphoniques de Mozart, sont normalement brèves, et de rares fois, contiennent le type de développement associé, comme on en trouve en particulier chez Beethoven. En d'autres termes, Mozart construit normalement ses sections intermédiaires en mélangeant, en condensant et en modulant son matériel thématique, mais pas en prenant un thème simple et en le développant réellement dans toutes les possibilités qu'il recèle. Cependant, comme pour toutes les généralisations qui concernent les concertos pour piano, l'analyse précédente doit être comprise avec « souplesse » : ainsi, la section centrale du no 25, par exemple, peut être décrite comme un authentique développement. Dans d'autres concertos, comme le no 16, on ne retrouve rien de pareil.
Les thèmes de Mozart sont employés avec astuce, de sorte qu'ils s'accordent entre eux de plusieurs façons. Malgré l'organisation formelle dans le prélude, les thèmes sont parfois utilisés plus tard dans des ordres différents, de sorte que le schéma d'un prélude ABCDE peut devenir par la suite ABADA ou quelque chose de semblable. Quelques-uns des matériaux de la ritournelle du prélude peuvent ne plus jamais réapparaitre, ou seulement dans le final. Par exemple, dans le concerto pour piano no 19 en fa majeur, le thème C n'apparaît plus, alors que le E et le F apparaissent seulement lors de la conclusion du mouvement. Cette flexibilité a une importance particulière dans la récapitulation qui, bien qu'elle commence avec l'habituel rappel d'un thème du prélude, n'est pas une simple répétition de ce dernier. Mieux, elle les condense et les varie de telle sorte que pour l'auditeur, il n'en résulte aucune monotonie pour cause de répétition. Le génie des mouvements de l'époque de maturité de Mozart, réside dans le fait qu'il est capable de manipuler une grande masse de matériel thématique sans compromettre la conception de la structure générale et l'auditeur, au lieu d'avoir l'impression que le compositeur est en train de « jouer » avec tous les thèmes, sent que Mozart véritablement utilise « l'art pour cacher l'art ».
Un autre aspect de grande importance est le dialogue entre le piano et l'orchestre. Dans les premiers concertos, comme le no 13 en do majeur, ainsi que dans ses concertos pour deux et trois pianos, le dialogue entre les deux partenaires est très réduit, mais les concertos postérieurs développent de subtiles et très riches relations entre eux; par exemple, dans le no 16, KV. 451. Ses derniers concertos peuvent être décrits véritablement comme des concertos « pour piano et orchestre », au lieu des concertos « pour piano » du XIXe siècle (par exemple, ceux d'Edvard Grieg, etc.),.
Du fait que Mozart était en train de mettre au point la forme de ses concertos à mesure qu'il les écrivait, sans suivre aucune « règle » préconçue (à l'exception, vraisemblablement, de son propre jugement de goût), de nombreux concertos contreviennent à l'une ou l'autre des généralisations présentées ci-dessus. Par exemple, le concerto en la majeur, KV. 488 ne présente pas de nouveau matériel dans l'exposition, et simplement répète le matériel du prélude; de plus, il fusionne la première ritournelle et la section centrale, comme le fait aussi le concerto en mi bémol majeur, KV. 449. Dans plusieurs de ses derniers concertos, Mozart n'hésite pas à introduire un nouveau matériel dans les sections de la ritournelle, comme dans le no 19, KV. 459, le no 23, KV. 488 et le no 24, KV. 491, ou, dans les sections centrales (no 17, KV. 453, no 19, KV. 459, no 23, KV 488).

### Structure du second mouvement
Les seconds mouvements de Mozart sont variés, mais en général nous pouvons les classer suivant diverses catégories. La majorité d'entre eux sont marqués Andante, mais au moins dans le cas du concerto en la majeur, KV. 488, Mozart a indiqué Adagio pour le second mouvement, probablement pour mettre l'accent sur sa nature émouvante. Au contraire, le mouvement lent du concerto joyeux en fa majeur no 19 est marqué Allegretto, pour rester en conformité avec le caractère de tout le concerto. Hutchings donne la liste suivante de types de mouvements (légèrement modifiée) :
no 5, KV. 175 : Forme sonate

no 6, KV. 238 : Aria-sonate

no 7, KV. 242 : Forme sonate

no 8, KV. 246 : Aria

no 9, KV. 271 : Aria

no 10, KV. 365 : Dialogue binaire

no 11, KV. 413 : Aria strophique binaire

no 12, KV. 414 : Aria strophique binaire

no 13, KV. 415 : Forme ternaire avec coda

no 14, KV. 449 : Forme ternaire avec coda

no 15, KV. 450 : Variations avec coda

no 16, KV. 451 : Rondo

no 17, KV. 453 : Aria

no 18, KV. 456 : Variations

no 19, KV. 459 : Forme sonate (mais sans développement)

no 20, KV. 466 : Romance

no 21, KV. 467 : Irrégulier

no 22, KV. 482 : Variations

no 23, KV. 488 : Forme sonate

no 24, KV. 491 : Romance

no 25, KV. 503 : Forme sonate sans développement

no 26, KV. 537 : Romance

no 27, KV. 595 : Romance
Cuthbert Girdlestone considère que les mouvements lents des concertos pour piano de Mozart se classent en cinq groupes fondamentaux : « galants », « romantiques », « de rêve », « méditatifs » et « mineurs ».

### Structure du troisième mouvement
Les troisièmes mouvements de Mozart ont généralement la forme d'un rondo, structure légère et habituelle à l'époque. Cependant, deux de ses finales les plus importantes, celle de no 17, KV. 453, et celle du no 24, KV 491, sont sous forme de variations, et ces deux mouvements sont considérés comme deux de ses meilleurs. De plus, trois autres concertos, les no 15, KV. 450, no 16, KV 451 et no 21, KV. 467 peuvent être considérés comme ayant la forme rondo-sonate, avec le second thème modulant à la dominante (si le mouvement est en mode majeur) ou au relatif majeur (s'il est en mode mineur),.
La difficulté pour Mozart avec la typique structure du rondo (refrain-épisode-refrain-épisode-refrain) réside dans le fait qu'il est strophique par nature; c'est-à-dire que la structure est divisée en des sections distinctes. Mais une telle division ne facilite pas l'obtention d'une unité générale du mouvement. C'est pour cela que Mozart essaie diverses possibilités pour essayer de surmonter ce problème. Par exemple, il peut concevoir des premiers thèmes complexes (KV 595), leur appliquer un traitement contrapuntique (no 19, KV. 459), ou rythmique et varier le thème lui-même (no 14, KV. 449). En général, les troisièmes mouvements des concertos pour piano de Mozart sont aussi variés que les premiers.

## Considérations sur l'interprétation
L'interprétation des concertos de Mozart est devenue un sujet d'un intérêt considérable dans les dernières années, avec différents aspects à prendre en compte, comme la taille de l'orchestre et son instrumentation, les cadences, le rôle du soliste et du continuo, et l'improvisation de la part du piano, aspects qui sont l'objet de débats de nos jours,.

### Orchestre
Les concertos de Mozart ont été interprétés du vivant du compositeur dans une grande variété d'arrangements, et sans aucun doute, l'orchestre disponible variait d'un lieu à l'autre, conditionnant indubitablement l'interprétation. Les œuvres plus profondes, telles que le no 11, KV. 413, le no 12, KV. 414 ou le no 13, KV. 415, sont idéales pour une exécution dans le salon de quelque aristocrate amateur de musique : Mozart lui-même les présentait comme pouvant être interprétées a quattro, c'est-à-dire avec un quatuor à cordes accompagnant le piano.
Dans des lieux plus grands, comme des salles de concert ou des théâtres (ou même, à l'air libre), on pouvait employer des effectifs orchestraux plus importants, ce qui d'autre part était indispensable pour les concertos avec une instrumentation plus fournie, comme le no 25, KV. 503. En particulier, les concertos postérieurs possèdent une section de cuivres qui est totalement intégrée à la musique. Un annuaire de l'année 1782 du Burgtheater de Vienne, nous apprend que, pour ce théâtre, il y avait trente-cinq membres dans l'orchestre; à savoir : six premiers et six seconds violons, quatre altos, trois violoncelles, trois contrebasses, des paires de flûtes, clarinettes, hautbois, bassons, cors et trompettes, et timbales.

### Piano

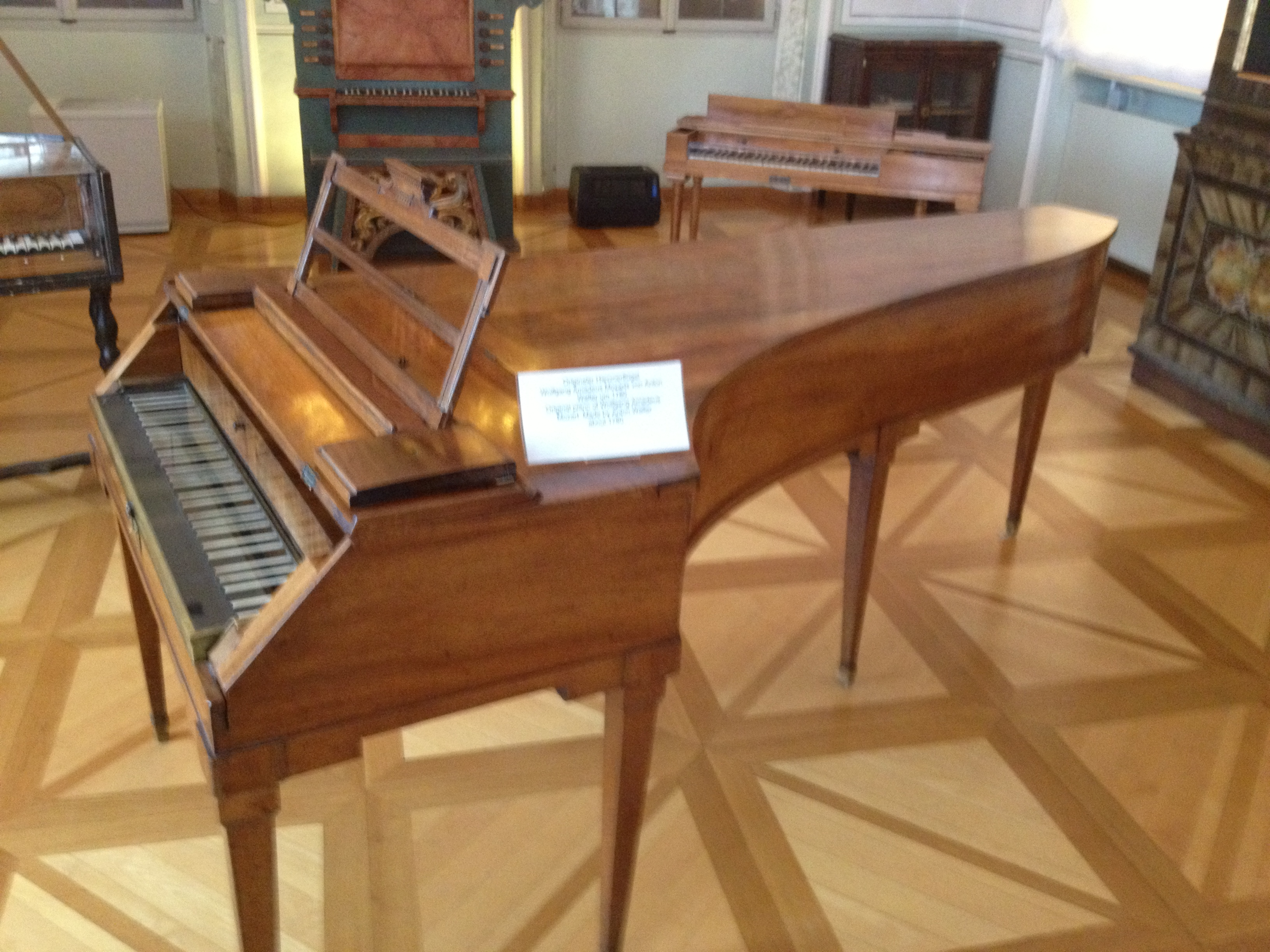
Le Walter de Mozart, visible dans le hall principal de la Tanzmeisterhaus de Salzbourg, où la famille Mozart a vécu après 1773.

Tous les concertos de la maturité de Mozart étaient écrits pour piano et non pour clavecin. Ses premiers essais dans le genre depuis le milieu de 1760 étaient vraisemblablement pour le clavecin, mais Nathan Broder a montré en 1941 que Mozart n'a plus utilisé le clavecin en concert à partir du concerto no 12, KV. 414. Les premiers pianos viennois étaient en général des instruments très inférieurs mais les piano-fortes fabriqués par l'ami de Mozart, Anton Walter, instruments très admirés par le compositeur, correspondaient beaucoup mieux aux attentes du compositeur. Cependant les piano-fortes de l'époque étaient des instruments avec un son beaucoup moins puissant que celui des pianos à queue modernes. De ce fait l'équilibre entre l'orchestre et le soliste est difficilement reproductible avec les instruments actuels, surtout quand on utilise de petits ensembles. L'intérêt croissant pour les « interprétations historiquement informées » dans les dernières décennies a remis en service le piano-forte, et il existe actuellement quelques enregistrements avec une reconstitution approximative du son que Mozart a pu entendre.

#### Rôle du continuo
Il semble probable, bien que ce ne soit pas absolument certain, que le piano a pu conserver son ancien rôle de basse continue dans les tutti orchestraux des concertos, et peut-être, également dans d'autres pièces mozartiennes. Plusieurs indices semblent indiquer que c'était l'intention de Mozart :
1. En premier lieu, dans les autographes, la partie de piano est écrite dans la partie inférieure de la partition (au-dessous des basses), au lieu de la partie centrale, comme cela se fait actuellement.
2. En second lieu, Mozart a écrit « CoB »[k] sous la portée inférieure de la partie de piano dans les tutti, ce qui implique que la main gauche devait reproduire la partie des basses. Parfois, cette basse était une basse continue — par exemple, dans la première édition d'Artaria des concertos numéros 11-13 — et Mozart lui-même et son père ont ajouté une basse chiffrée dans certains des concertos, comme dans la troisième partie de piano du no 7, KV. 242 pour trois pianos, et dans le no 8, KV. 246, où Mozart lui-même a retouché la basse chiffrée.

Malgré tout, cette conception n'est pas complètement acceptée. Charles Rosen, par exemple, pense que la caractéristique principale du concerto pour piano est l'opposition entre le soliste, accompagné, et les sections de tutti; et ce contraste pourrait être supprimé si le piano jouait effectivement tout le temps, même discrètement. À l'appui de son point de vue, Rosen argumente que la basse continue publiée dans le no 13, KV. 415 résulte d'une erreur qui n'est pas due à Mozart. La basse chiffrée présente dans le no 8, KV. 246 aurait été prévue par Mozart pour des orchestres aux effectifs très réduits (c'est-à-dire instruments à cordes et sans vents), et l'indication « CoB » était pour proposer des entrées. En revanche, d'autres musicologues, parmi lesquels on peut mentionner Robert D. Levin, ont avancé que la forme authentique selon laquelle ces concertos étaient interprétés par Mozart et ses contemporains devait être beaucoup plus ornée que les accords suggérés par la base chiffrée. Un endroit où il est très habituel d'associer le piano à l'orchestre se situe après la cadence dans les dernières mesures, où l'orchestre joue seul jusqu'à la fin (excepté dans le no 24, KV. 491, mais dans la pratique, les pianistes ont l'habitude d'accompagner l'orchestre,.
L'affaire est compliquée, à cause de la grande variété actuelle que l'on trouve dans l'instrumentation. Les piano-fortes anciens produisaient un son plus « orchestral », qui se fondait sans problème avec le son de l'orchestre, de sorte qu'une partie discrète de continuo pouvait renforcer l'orchestre sans que soit perturbée la structure de forme ritournelle propre aux concertos pour piano de Mozart. De plus, la tendance dans les interprétations de l'époque était que le soliste dirige aussi l'orchestre, ce que Mozart a sûrement fait. Par conséquent, le continuo pouvait aider à maintenir la cohésion entre les musiciens de l'orchestre. Finalement, il faut observer que l'immense majorité des interprétations des concertos pour piano de Mozart se passe actuellement devant un public, plus que dans des studios d'enregistrement, dans lesquels on essaie de favoriser le son du piano (la parfaite symbiose sonore du piano et de l'orchestre est plus difficile à obtenir dans un studio que dans une salle de concerts). Il en résulte que l'interprétation de la partie de continuo par le soliste lors d'un enregistrement peut devenir trop présente et gênante pour beaucoup d'auditeurs,.
Cependant, l'interprétation du continuo réapparaît timidement dans les enregistrements modernes avec piano-forte. Cette initiative a obtenu un certain succès dans la majorité des cas ou, du moins, on ne détecte aucune présence gênante.

#### Cadences
La réputation de Mozart comme improvisateur (voir section suivante) a conduit de nombreux chercheurs à penser que les cadences et Eingänge sont en grande partie le fruit de ses propres improvisations durant l'interprétation des concertos,. Cependant, contre cela, on peut argumenter que les propres cadences de Mozart sont conservées pour la majorité des concertos, et ont pu exister pour les autres .
D'autre part, les cadences n'étaient pas fournies aux éditeurs comme faisant partie du concerto, et sans doute on peut penser que les autres pianistes ont fourni leurs propres cadences. Ainsi, l'opinion est clairement divisée, avec des spécialistes, parmi lesquels Arthur Hutchings, qui incitent à l'emploi des cadences de Mozart quand elles sont disponibles, et quand on n'en dispose pas, de choisir celles qui se rapprochent le plus du style de Mozart, et tout particulièrement en ce qui concerne la durée (des cadences brèves). Les types de problèmes qui se posent, sont très présents dans les cadences écrites par le jeune Ludwig van Beethoven pour le très  mozartien concerto pour piano no 20 en ré mineur, qui ne possède pas de cadences écrites par Mozart. Hutchings se plaint que, bien que ces cadences constituent la meilleure option disponible, le génie de Beethoven transparaît en celles-ci et, en conséquence, les convertit en une «pièce à l'intérieur d'une autre pièce» qui tend à faire disparaître l'unité de l'ensemble,.
Aujourd'hui, on possède les cadences que Mozart en personne a écrites pour quinze de ses concertos, la majorité d'entre elles appartenant à l'époque de sa maturité. Cependant en plus de celles qui sont incluses dans la liste suivante, il semble qu'il faille ajouter avec une grande probabilité les cadences des concertos numéros  no 20, KV. 466 et no 21, KV. 467, perdues aujourd'hui.
- no 5, KV. 175 : deux versions pour chacun des deux premiers mouvements.
- no 8, KV. 246 : deux pour le premier mouvement, trois pour le second.
- no 9, KV. 271 : deux pour chaque mouvement.
- no 10, KV. 365 : pour le premier et le second mouvements.
- no 11, KV. 413 : pour le premier et le second mouvements.
- no 12, KV. 414 : pour tous les mouvements, deux pour le second.
- no 13, KV. 415 : pour tous les mouvements.
- no 14, KV. 449 : pour le premier mouvement.
- no 15, KV. 450 : pour le premier et le troisième mouvements.
- no 16, KV. 451 : pour le premier et le troisième mouvements.
- no 17, KV. 453 : deux pour le premier et le second mouvements.
- no 18, KV. 456 : deux pour le premier mouvement, un pour le troisième.
- no 19, KV. 459 : pour le premier et le troisième mouvements.
- no 23, KV. 488 : pour le premier[o].
- no 27, KV. 595 : pour le premier et le troisième mouvements.

#### Improvisation
Peut-être l'aspect le plus controversé des concertos est le fait que Mozart (ou d'autres interprètes contemporains) ont pu ornementer la partie de piano au cours d'une interprétation à partir de ce qui est écrit sur la partition. L'habileté de Mozart en personne pour improviser était célèbre à son époque, et en certaines occasions, il a réussi à jouer en utilisant des parties de piano très schématisées sur la partition. De plus, il y a diverses parties « vides » dans les partitions des concertos qui ont conduit à penser qu'elles étaient destinées à suggérer à l'interprète l'improvisation d'ornements à ces endroits, le plus évident étant le final du second mouvement en fa dièse mineur du Concerto pour piano no 23  en la majeur, KV. 488 (le final du premier sujet du second mouvement du no 24 en do mineur, KV. 491, en est un autre exemple). Le manuscrit met en évidence le fait que telle ornementation suggérée doit avoir été improvisée réellement (par exemple, une version ornée du mouvement lent du no 23, apparemment œuvre de son élève préférée Barbara Ployer),.
En 1840, les frères Philipp Karl et Heinrich Anton Hoffmann ont publié des preuves de cela. Tous les deux avaient écouté une des interprétations que Mozart avait faite de deux de ses concertos, no 19, KV. 459 et no 26, KV. 537 à Francfort-sur-le-Main en 1790. Philip Karl a affirmé que Mozart interprétait ses mouvements lents « avec tendresse et avec bon goût, une fois d'une manière et d'autres fois d'une autre façon, suivant l'inspiration de son génie à chaque moment » et a publié plus tard, en 1803, les versions ornementées des mouvements lents de six des derniers concertos de Mozart (no 21, KV. 467, no 22, KV. 482, no 23, KV. 488, no 24, KV. 491, no 25, KV. 503 et no 27, KV. 595).
Mozart lui-même a écrit à sa sœur en 1784 en admettant qu'on a perdu une partie du mouvement lent du no 16, KV. 451, et un fragment orné du passage en question se trouve actuellement à l'Abbaye de Saint Pierre de Salzbourg, probablement la partie qu'il avait envoyée à sa sœur,.
Mozart a aussi écrit des versions ornementées de quelques-unes de ses sonates pour piano, dont la Sonate Dürnitz, KV. 284/KV. 205b; le mouvement lent de la Sonate no 12, KV. 332/KV. 300k; et le mouvement lent de la Sonate no 14, KV. 457. Dans toutes ces œuvres, les ornements apparaissent dans les premières éditions publiées sous la supervision de Mozart, ce qui suggère qu'ils pourraient représenter des exemples d'ornementation que doivent suivre les pianistes moins expérimentés.
Ainsi, l'existence de ces ajouts de la propre main de Mozart, et de quelques autres versions ornementées publiées au début du XIXe siècle suggèrent que ce qu'on attendait de l'interprétation de tels concertos, spécialement dans les mouvements courts, était l'ornementation de ceux-ci en accord avec le goût et l'habilité de l'interprète, ce qui signifie que les versions entendues communément aujourd'hui ne reflètent pas avec une totale exactitude ce qu'entendaient les auditeurs de ces œuvres à leur époque,,.

## Jugements et accueil

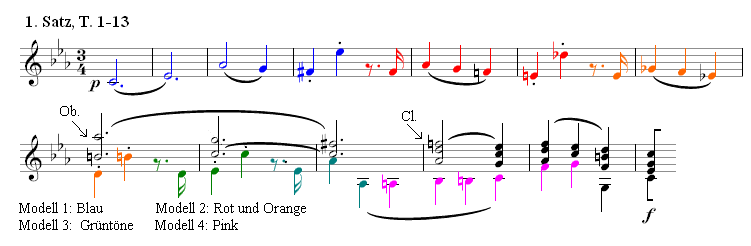
13 premières mesures du Concerto pour Piano n°24, KV. 491 écrit par W.A. Mozart.

Sous-estimés durant un certain temps (spécialement durant le XIXe siècle), les concertos pour piano de Mozart ont réussi à retrouver l'estime du public dans les derniers cinquante ans. Les concertos ayant une tonalité majeure ont longtemps été peu appréciés . Clara Schumann n'avait retenu à son répertoire que le ré mineur, le do mineur et le no 10 pour deux pianos en mi bémol majeur, KV. 365, qu'elle a interprétés en concert en 1857, 1863 et 1883, respectivement. Mais la longue liste des compositeurs qui ont écrit des cadences pour ces concertos comprend entre autres Beethoven (WoO 58), Brahms (WoO 16), et Clara Schumann, Johann Nepomuk Hummel, Wanda Landowska, Benjamin Britten et Alfred Schnittke. Beethoven a été impressionné par ces concertos : son Concerto pour piano no 3 est inspiré clairement par le Concerto pour piano no 24 de Mozart; et sa production complète de concertos a comme point de départ les conceptions mozartiennes. 
Le développement qu'a donné Mozart au genre concerto pour piano, a abouti à une forme complexe qui n'a jamais été dépassée : parmi les compositeurs postérieurs (spécialement après Beethoven, qui a pris en compte les procédés mozartiens), seul Johannes Brahms a porté une attention réelle à leur classicisme, que l'on retrouve dans la structure formelle de ses compositions.
La valeur musicale et la popularité, naturellement très large, des concertos de Mozart ne sont pas dus à leur structure formelle, mais à leur contenu musical. Ces concertos possèdent des transition solidement construites, des modulations, des dissonances, des accords de sixte napolitaine et des retards descendants. Cette habilité technique, combinée à une maîtrise complète des moyens orchestraux, en particulier des bois dans ses concertos tardifs, lui ont permis de créer une énorme variété d'effets, depuis celui de caractère d'opéra comique dans le final du KV 453, jusqu'à cet état de rêverie du célèbre andante du Concerto no 21, KV. 467, ou la majestueuse expansivité de son Concerto no 25, KV. 503. Mozart lui-même a donné une grande importance aux concertos, dont il a gardé soigneusement les partitions de quelques-uns. Par exemple, le Concerto no 23 a été publié de manière posthume, et la partition a été conservée par sa famille et un cercle réduit d'amis à qui il a demandé explicitement qu'on ne la donne à aucune tierce personne,.
En dépit de leur renom, les concertos pour piano de Mozart ne manquent pas de détracteurs. Y compris pour les concertos de la maturité, il y a des exemples de mouvements pour lesquels on pourrait avancer qu'ils ne sont pas à la hauteur de son génie créatif. Cela se manifeste en particulier pour certains des derniers mouvements, qui peuvent paraître trop légers pour équilibrer le contenu dramatique des deux autres mouvements ; par exemple, le dernier mouvement du Concerto no 16. Girdlestone considère que même les mouvements les plus célèbres, comme le dernier mouvement du Concerto no 23, ne résolvent pas de manière satisfaisante les problèmes structuraux inhérents à la forme rondo, et affirme qu'il faut attendre le dernier mouvement de la Symphonie « Jupiter » pour voir Mozart réussir alors à concevoir un dernier mouvement réellement grandiose.
De la même manière, certains mouvements lents ont été considérés en certaines occasions comme répétitifs. C'est le point de vue de Hutchings à l'égard des romances en général, et de celle du Concerto no 20 en particulier, un jugement qui a été discuté postérieurement par .
Actuellement, au moins trois des concertos pour piano de Mozart (les numéros no 20, no 21 et no 23) font partie des œuvres les plus enregistrées et connues du répertoire classique, et la publication de plusieurs intégrales des concertos pour piano, parmi lesquelles on peut citer celles des firmes Philips et Naxos, a permis que certains des concertos moins connus aient vu augmenter leur popularité.

## Repères discographiques
La discographie des concertos pour piano de Mozart est très riche. Dans les années récentes, un certain nombre d'intégrales (plus ou moins complètes) ont été enregistrées. On peut citer :
- DGG : Mozart Die Klavierkonzerte, Camerata Academica des Salzburger Mozarteums, Géza Anda (soliste et direction).  Les no 7 et no 10 sont absents. DG 2720030.
- Naxos : Concentus Hungaricus,  Andras Ligeti, Matyas Antal et Ildiko Hegyi (direction), Jenő Jandó (piano). Les no 7 et no 10 avec Dénes Várjon (en) comme autre pianiste (no 7 arrangé pour 2 pianos).
- Sony: English Chamber Orchestra, Murray Perahia (soliste et direction). Les no 7 et no 10 avec Radu Lupu comme autre pianiste (le no 7 arrangé pour 2 pianos).
- Decca : Camerata Academica, Sándor Végh (direction), András Schiff (piano).  Les nos 1–4, no 7 et no 10 sont absents.
- Decca : Philharmonia Orchestra, Vladimir Ashkenazy (soliste et direction). Les concertos pour 2 ou 3 pianos avec l'English Chamber Orchestra.
- EMI Classics : English Chamber Orchestra, Daniel Barenboim (soliste et direction). Les no 7 et no 10 sont absents.
- Brilliant Classics: Orchestre Philharmonia, Paul Freeman (direction), Derek Han (direction). Le no 10 pour 2 pianos: Zoltán Kocsis et Dezső Ránki. Le no 7 pour 3 pianos :  Zoltán Kocsis, Dezső Ránki et András Schiff (Les no 7 et no 10 : Hungarian State Symphony Orchestra, dirigé par Janos Ferencsik).
- Philips : (Complete Mozart edition) : Academy of St Martin in the Fields, Neville Marriner (direction), Alfred Brendel (piano). Imogen Cooper comme autre pianiste dans les no 7 et no 10. Les concertos 1–4 : Vienna Capella Academica, dirigé par Eduard Melkus, Ingrid Haebler (piano). Contient les trois arrangements des sonates de J.C. Bach (KV. 107/1, 2 et 3).
- Philips :  English Chamber Orchestra, Jeffrey Tate (direction), Mitsuko Uchida (piano). Les nos 1–4, no 7 et no 10 absents.
- MDG : Orchestre de chambre de Lausanne, Christian Zacharias (soliste et direction). Les nos 1–4, no 7 et no 10 sont absents.

Parmi les enregistrements avec piano-forte, on peut citer :
- Archiv :  The English Baroque Soloists, John Eliot Gardiner (direction), Malcolm Bilson (pianoforte), avec Melvyn Tan et Robert Levin pour les concertos no 7 et no 10. Les nos 1–4 présents sous la marque MusicMasters Classics, Thomas Crawford (direction) et Orchestra of the Old Fairfield Academy
- Channel Classics : Anima Eterna Orchestra, Jos van Immerseel (soliste et direction). Les nos 1–4, no 7 et no 10 absents.
- Classical Express: Philharmonia Baroque Orchestra, Nicholas McGegan (direction), Melvyn Tan (piano) (nos 18–19).
- Virgin : New Mozart Ensemble, Melvyn Tan  (piano) (no 9 et no 27).
- L'Oiseau-Lyre : Academy of Ancient Music, Christopher Hogwood (direction), Robert Levin (piano).
- EtCetera : Musicae Antiquae Collegium Varsoviense, Tadeusz Karolak (direction), Viviana Sofronitsky (piano). Contient double/triple concertos et les premiers concertos pour clavecin.